# Lysa Caval
Lysa Caval (2004) es una deportista francesa que compite en vela en la clase Formula Kite. Ganó una medalla de bronce en el Campeonato Europeo de Formula Kite de 2025.

## Palmarés internacional
| \| Campeonato Europeo \| Campeonato Europeo \| Campeonato Europeo \| Campeonato Europeo \| \| Año \| Lugar \| Medalla \| Clase \| \| ------------------ \| ------------------ \| ------------------ \| ------------------ \| \| 2025 \| Urla (Turquía) \| Medalla de bronce \| Formula Kite \| |                |                   |              |
| Campeonato Europeo |                |                   |              |
| Año | Lugar          | Medalla           | Clase        |
| 2025 | Urla (Turquía) | Medalla de bronce | Formula Kite |